# Casae in Numidia
Casae in Numidia (łac. Diocesis  Casensis in Numidia) – stolica historycznej diecezji we Cesarstwie rzymskim w prowincji Numidia zlikwidowana w VII w. podczas ekspansji islamskiej, współcześnie identyfikowane z El Madher w północnej Algierii. Obecnie katolickie biskupstwo tytularne. 

## Biskupi tytularni
| Lp. | Biskup                     | Funkcja                                                     | Od               | Do               |
| --- | -------------------------- | ----------------------------------------------------------- | ---------------- | ---------------- |
| 1   | Alberto Zambrano Palacios  | wikariusz apostolski Canelos (Ekwador)                      | 29 września 1964 | 11 grudnia 1972  |
| 2   | Raúl Holguer López Mayorga | biskup pomocniczy Guaranda (Ekwador)                        | 30 marca 1973    | 24 maja 1980     |
| 3   | Rodrigo Arango Velásquez   | biskup pomocniczy Medellín (Kolumbia)                       | 29 stycznia 1981 | 17 stycznia 1985 |
| 4   | Manuel Revollo Crespo      | biskup pomocniczy Cochabamba (Boliwia)                      | 4 kwietnia 1985  | 7 marca 1998     |
| 5   | Christopher Kakooza        | biskup pomocniczy Kampali (Uganda)                          | 2 stycznia 1999  | 4 listopada 2014 |
| 6   | Józef Dąbrowski            | biskup pomocniczy London (Kanada)                           | 31 stycznia 2015 | 2 kwietnia 2023  |
| 7   | Lénard Ndjadi Ndjate       | biskup pomocniczy Kisangani (Demokratyczna Republika Konga) | 13 maja 2023     |                  |